# Cleopatra exarata
Cleopatra exarata é uma espécie de gastrópode da família Thiaridae
É endémica do Quénia.
Os seus habitats naturais são: rios e rios intermitentes.
Está ameaçada por perda de habitat.